# Казимир Завадський
Казимир Завадський (пол. Kazimierz Rogala Zawadzki; 1647 — 15 квітня 1691) — історик, письменник.

## Життєпис
Походив із заможної шляхетської родини з північної Польщі. Навчався вдома і за кордоном. Був послом на сейми в період королювання Міхала-Корибута Вишневецького та Яна III Собеського. Брав участь у поході на Хотин 1673. Був підкоморієм мальборзьким (1677), каштеляном хелмінським (1685), старостою пуцьким.
Автор опису елекції короля Міхала-Корибута Вишневецького «Gloria orbi Sarmatico…» («Слава Сарматського світу…», 1670). Найвідомішим твором Завадського є «Historia arcana seu annalium polonicorum…» («Таємна історія або польські аннали…», Франкфурт, 1699; це розширена до кількох книг його попередня праця «Herculeus labor spreta praesentium invidia» («Геркулесів труд, що відкидає наявні заздрощі», 1675)). Цей твір є цінним джерелом відомостей про часи Міхала-Корибута Вишневецького.